# College de Charleston
El College de Charleston (College of Charleston en inglés) es una universidad pública ubicada en Charleston (Carolina del Sur), Estados Unidos de América.
Es la universidad más antigua de Carolina del Sur y la decimoquinta de Estados Unidos.

## Historia
Hasta su fundación, los estudiantes de Carolina del Sur debían desplazarse a universidades del norte para recibir educación superior, por lo que, a mediados del siglo XVIII se generó la idea de fundar una universidad en la colonia. Finalmente pudo inaugurarse bajo la presidencia del reverendo Robert Smith, pastor de la comunión anglicana que posteriormente fue obispo de Carolina del Sur de la Iglesia Episcopal.

## Centros docentes
Consta de siete escuelas de pregrado y una de postgrado:
- Escuela de Negocios
- Escuela de Educación, Salud y Rendimiento Humano
- Escuela de Humanidades y Ciencias Sociales
- Escuela de Idiomas, Culturas y Asuntos Mundiales
- Escuela de Estudios Profesionales
- Escuela de Ciencias y Matemáticas
- Escuela de Postgrado

## Deportes
Charleston compite en la Colonial Athletic Association de la División I de la NCAA, excepto en vela, deporte en el que compiten en la South Atlantic Intercollegiate Sailing Association de la Inter-Collegiate Sailing Association of North America, y en equitación, en donde forman parte de la Intercollegiate Horse Show Association.